# Latijnse muntunie
De Latijnse muntunie was een systeem dat van 1866 tot 1914 diverse Europese valuta door gelijkstelling deed functioneren als een eenheidsmunt. De unie werd in 1865 gesloten door België, Frankrijk, Italië en Zwitserland, later vervoegd door onder andere Griekenland, Roemenië en Spanje. Aanvankelijk ging de muntunie uit van de dubbele standaard (zowel goud als zilver), om vanaf 1873 over te schakelen op de gouden standaard. In 1927 werd de Latijnse muntunie officieel ontbonden.

## Geschiedenis
In continentaal Europa was aan het begin van de 19e eeuw het monetaire systeem gesteund op de Franse goudmunt franc germinal. Dankzij de stabiliteit van deze munt erkende bijvoorbeeld België de geldigheid van deze munt in 1830. Het systeem gebaseerd op de dubbele standaard en de Franse frank raakte ontregeld door grote goudvondsten in Californië (1848) en Australië (1851). Landen als België, Zwitserland en Italië koppelden hun munt los van de Franse franc. Maar de groeiende internationale handel die volgde op de industriële revolutie deed de nood aan een nieuw monetair systeem ontstaan.
Op 23 december 1865 sloten België, Frankrijk, Zwitserland en Italië een overeenkomst waarbij de munten van deze landen (Belgische frank, Franse frank, Zwitserse frank en Italiaanse lire) aan elkaar en aan 4,5 gram zilver dan wel 0,290322 gram goud (verhouding 15,5:1) gelijkgesteld en onderling uitwisselbaar werden. Deze overeenkomst werd op 1 augustus 1866 van kracht. Spanje en Griekenland voegden zich hier in 1868 bij en werden in 1889 gevolgd door Roemenië, Bulgarije, Servië, San Marino en Venezuela. Aanvankelijk ging de muntunie uit van de dubbele standaard. De economieën van de aangesloten landen groeiden aan een verschillende tempo en dit maakte het systeem onhoudbaar. In 1873 ging de muntunie over op de gouden standaard. In 1914 hield de muntunie, met het uitbreken van de Eerste Wereldoorlog, feitelijk op te bestaan. Edelmetaal werd opgepot en bankbiljetten werden per land aan een verschillende tempo gedrukt. Op 1 januari 1927 werd de muntunie officieel ontbonden. Pas met de akkoorden van Bretton Woods in 1944 kwam er een nieuwe internationale goudstandaard.
De geschiedenis van de Latijnse muntunie wordt bestudeerd vanuit de vraag of landen samen één munt kunnen hebben zonder een gemeenschappelijke economische politiek te voeren.

## Munten
| George I van Griekenland 5 Drachme 1876  | George I van Griekenland 5 Drachme 1876  | Leopold II van België 5 Francs 1868      | Leopold II van België 5 Francs 1868      |
|                                          |                                          |                                          |                                          |
| Napoleon III van Frankrijk 5 Francs 1868 | Napoleon III van Frankrijk 5 Francs 1868 | Victor Emanuel II van Italië 5 lire 1874 | Victor Emanuel II van Italië 5 lire 1874 |
|                                          |                                          |                                          |                                          |